# Enkiant

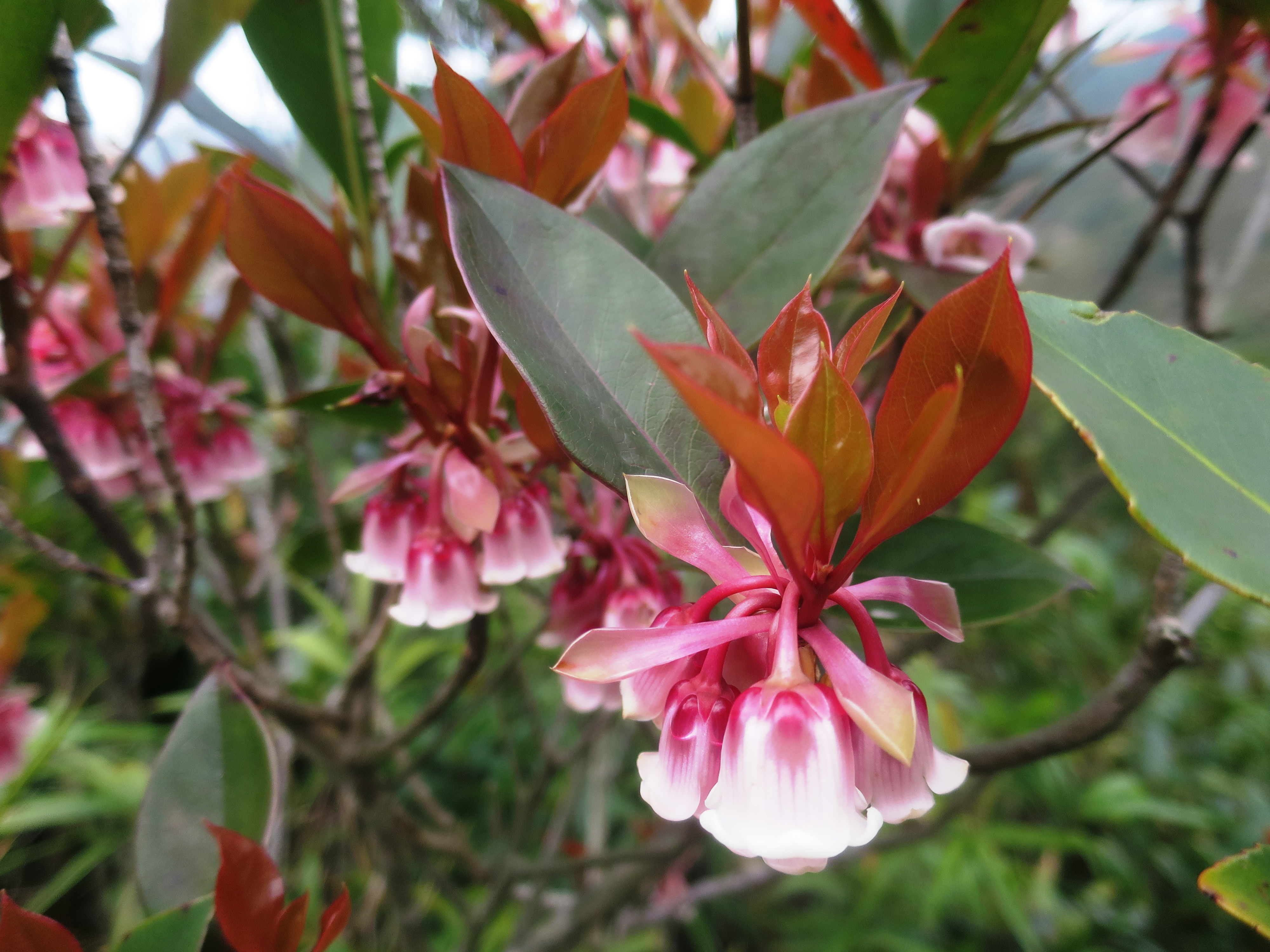
Enkianthus quinqueflorus

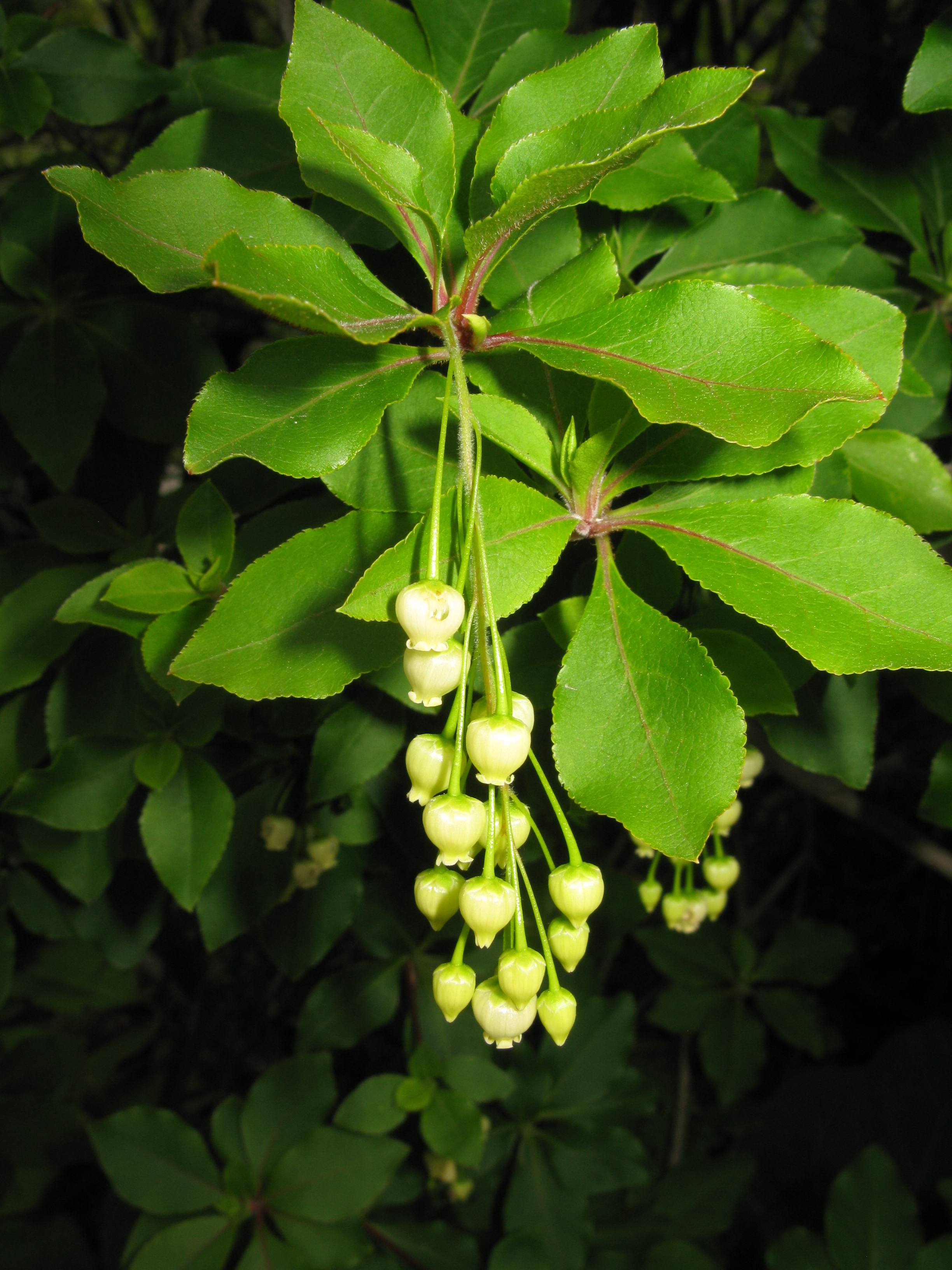
Enkianthus subsessilis

Enkiant (Enkianthus) – rodzaj roślin należących do rodziny wrzosowatych (Ericaceae). Tworzy klad bazalny w obrębie rodziny. Obejmuje w zależności od ujęcia od ok. 12 do 17 gatunków. Rośliny te występują w Azji Wschodniej na obszarze od Himalajów do Japonii i Półwyspu Indochińskiego. W Chinach rośnie 7 gatunków, w tym cztery endemity. W Japonii dziko występują trzy gatunki rodzime. Rosną w widnych lasach i na terenach skalistych. Ich kwiaty zapylane są przez owady.
Kilka gatunków z tego rodzaju uprawianych jest jako rośliny ozdobne i wyhodowano ich szereg kultywarów. Walorem ich jest obfite kwitnienie i jaskrawe kolory przebarwiających się jesienią liści. W klimacie chłodniejszym (np. w Polsce) w uprawie spotykany jest niemal wyłącznie enkiant dzwonkowaty. Enkiant pięciokwiatowy jest w południowych Chinach popularną ozdobą w okresie noworocznym.
Rodzaj opisany został przez portugalskiego misjonarza jezuickiego – João de Loureiro w 1790 roku, na podstawie badań, które prowadził podczas 30-letniego pobytu w Kochinchinie. Nazwę rodzajową utworzył z greckich słów enkyos (= być brzemienną, w ciąży) i anthos (=kwiat).

## Morfologia
PokrójKrzewy, rzadko małe drzewa (do 6 m wysokości), zwykle zrzucające liście zimą, rzadziej zimozielone. Charakterystyczne dla tych roślin są okółkowe rozgałęzienia pędów.
LiścieSkrętoległe (często zebrane w nibyokółkach), zwykle skupione na końcach pędów, ogonkowe, blaszka pojedyncza, piłkowane.
KwiatyZebrane w zwisające grona lub baldachogrona na końcach pędów, rzadko pojedyncze lub wyrastające parami. Kwiaty 5-krotne. Płatki zrośnięte, tworzą koronę dzwonkowatą lub dzbanuszkowatą, z krótkimi łatkami. Korona barwy białej, żółtawej, różowej do czerwonej. Pręciki znacznie krótsze od korony, o nitkach spłaszczonych. Pylniki otwierają się podłużnymi pęknięciami rozszerzającymi się ku szczytowi, na końcach wybiegające w ostry różek. Zalążnia górna z kilkoma zalążkami w komorze. Znamię ucięte.
OwoceDrobne (o średnicy 6–19 mm), suche torebki otwierające się 5 klapami. Nasiona nieliczne lub pojedyncze, drobne, często oskrzydlone.

## Systematyka
Jedyny, współczesny gatunek podrodziny Enkianthoideae Kron, Judd & Anderberg w obrębie rodziny wrzosowatych Ericaceae. Rodzina ta ma pozycję bazalną w obrębie rodziny. W obrębie rodzaju wyróżnia się cztery sekcje: Andromedina (E. nudipes, E. subsessilis), Enkiantella (E. chinensis, E. deflexus, E. pauciflorus, E. ruber), Enkianthus (E. perulatus, E. quinqueflorus, E. serotina, E. serrulatus) i Meisteria (E. campanulatus, E. cernuus). Podział na gatunki jest jednak zmienny u różnych autorów i ich liczba waha się od 12 do 17.
Wykaz gatunków
- Enkianthus campanulatus (Miq.) G.Nicholson – enkiant dzwonkowaty
- Enkianthus cernuus (Siebold & Zucc.) Benth. & Hook.f. ex Makino – enkiant wygiętoszypułkowy
- Enkianthus chinensis Franch.
- Enkianthus deflexus (Griff.) C.K.Schneid.
- Enkianthus nudipes (Honda) Ueno
- Enkianthus pauciflorus E.H.Wilson
- Enkianthus perulatus (Miq.) C.K.Schneid. – enkiant woreczkowaty, e. japoński
- Enkianthus quinqueflorus Lour. – enkiant pięciokwiatowy
- Enkianthus ruber Dop
- Enkianthus serotina Chun & W.P.Fang
- Enkianthus serrulatus (E.H.Wilson) C.K.Schneid.
- Enkianthus sikokianus (Palib.) Ohwi
- Enkianthus subsessilis (Maxim.) Makino

## Uprawa
Rośliny te najlepiej rosną w miejscach dobrze nasłonecznionych, ewentualnie w półcieniu. Najlepiej rosną na glebach wilgotnych, kwaśnych i przepuszczalnych. Znoszą okresowe susze, ale w takich przypadkach na stanowiskach nasłonecznionych cierpią od oparzeń.
Rośliny łatwo rozmnażają się z siewu nasion, trudniej z sadzonek. Dla zachowania cech kultywarów konieczne jest rozmnażanie za pomocą sadzonek pozyskiwanych późną wiosną lub na początku lata. Konieczne jest stosowanie ukorzeniaczy.